# Vaszilij Ivanovics Csapajev
Vaszilij Ivanovics Csapajev (oroszul: Василий Иванович Чапаев; Csebokszári, 1887. február 9. – Lbiscsenszk, 1919. szeptember 5.) orosz katonatiszt. Részt vett az első világháborúban, jelentős szerepet játszott az 1917-es októberi orosz forradalom fegyveres akcióiban, majd az azt követő polgárháború harcaiban.

## Élete
1887. február 9-én született szegényparaszti családban a mai Csebokszáriban. Apja: Ivan Sztyepanovics Csapajev (1854–1921), édesanyja: Jekatyerina Szemjonovna Csapajeva volt. Az első világháborúban megkapta a Szent György-kereszt 2. 3. és 4. fokozatát. 1917 szeptemberében csatlakozott a bolsevikokhoz, és a 138. tartalékos gyalogezred parancsnokává választották. Később a 2. Nyikolajevi, majd a 25. lövész hadosztályt vezette.
1919. szeptember 5-én a nyugat-kazahsztáni Lbiscsenszkben (később a helység Csapajev nevét viselte) a hadosztály főhadiszállásán rajtaütöttek a „fehér” erők. Csapajev megpróbált elmenekülni az Urál folyón átúszva, de a történtek után senki sem látta és a holtteste sem került elő.

## Magánélete
1908-ban a lány apja ellenkezésével dacolva feleségül vette Balakova Pelagaja Nyikanorovát, akivel hat évet éltek együtt. Ezalatt három gyermekük született. Az első világháború során frontszolgálatra rendelték. A háború után elhunyt katonatársa özvegyével élt együtt, akinek a gyermekeit adoptálta.

## Kultusza
A szovjet időszakban Csapajevet hősként tisztelték. A Csapajev-kultusz kialakításában jelentős szerepe volt Csapajev hadosztályában komisszárként szolgáló Dmitrij Furmanov 1923-ban megjelent Csapajev című regényének, majd az ez alapján a Vasziljev fivérek által 1934-ben elkészített filmnek. Csapajev alakja Viktor Pelevin egyik 1996-os regényében is megjelent.

## Képgaléria

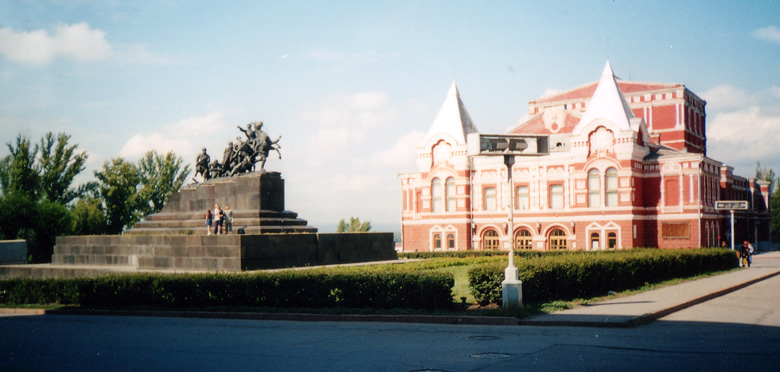
Balra a szamarai Csapajev-emlékmű, jobbra a színház
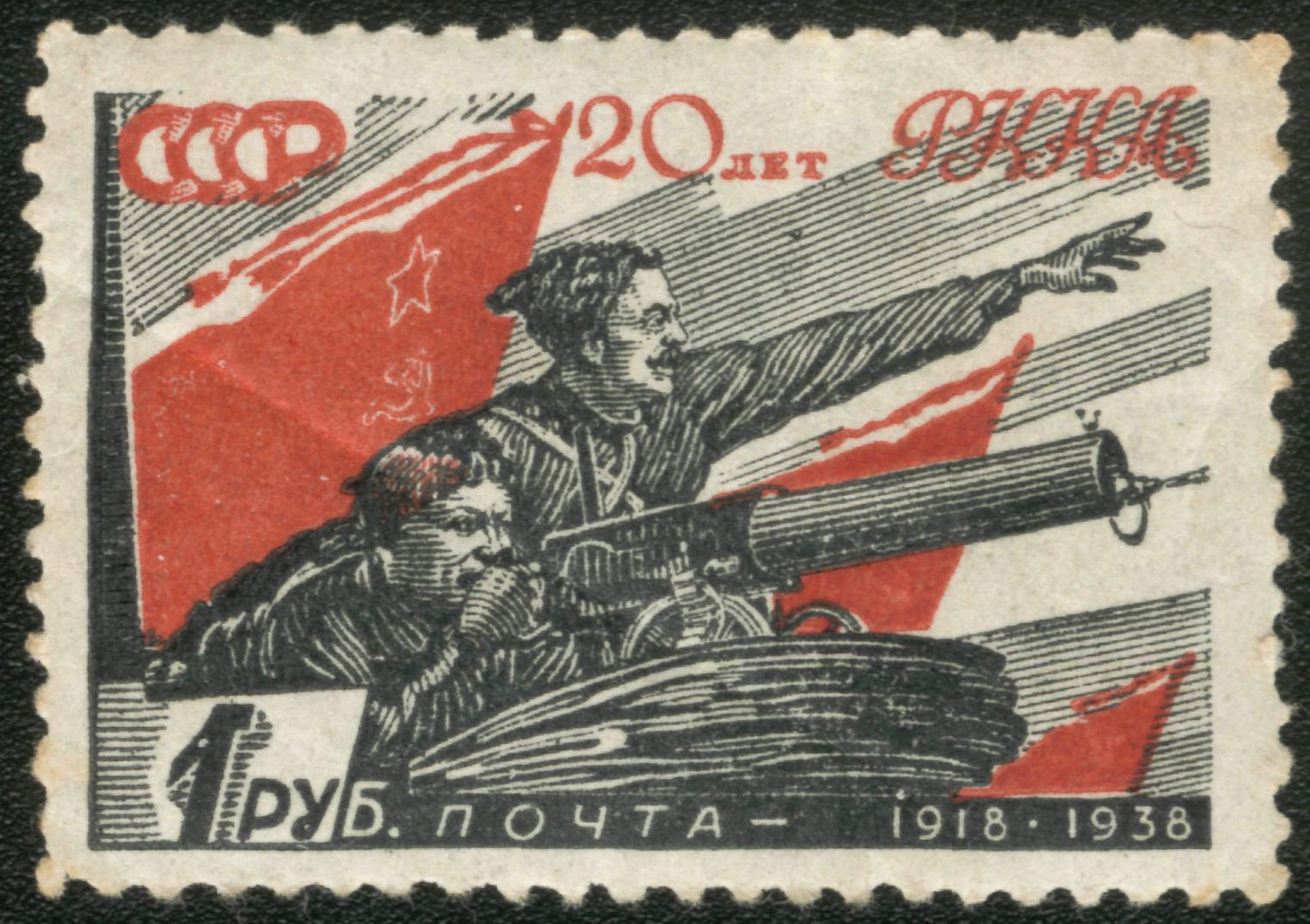
Postai bélyeg Csapajev emlékére, 1918-1938
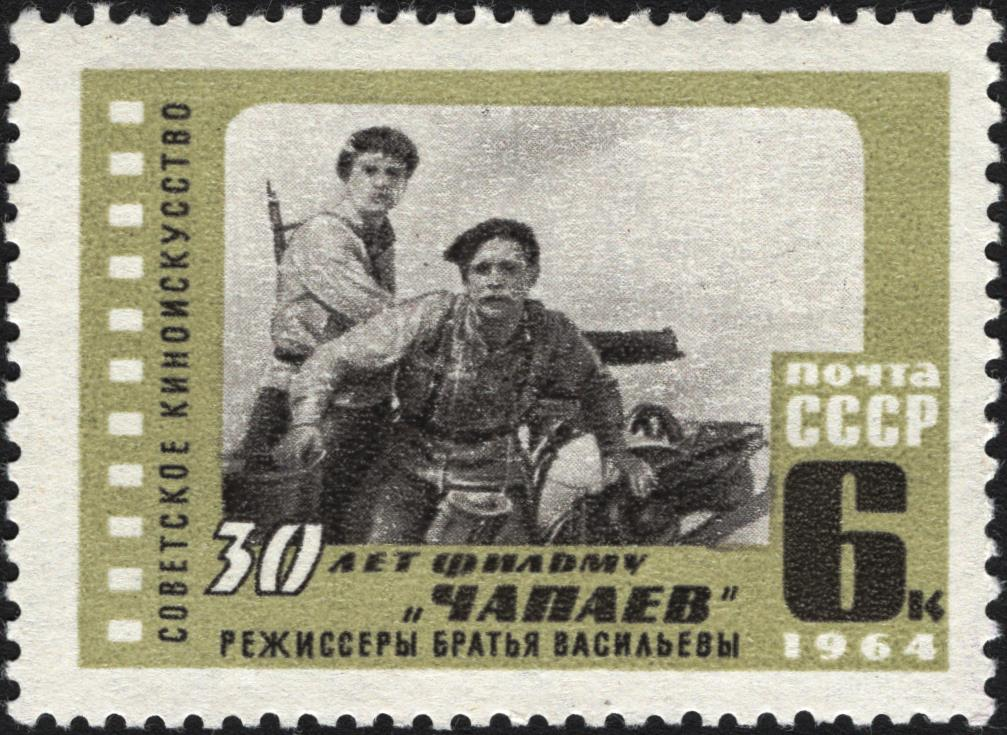
Emlékbélyeg a Csapajevről készített film harmincéves évfordulóján, 1934-1964
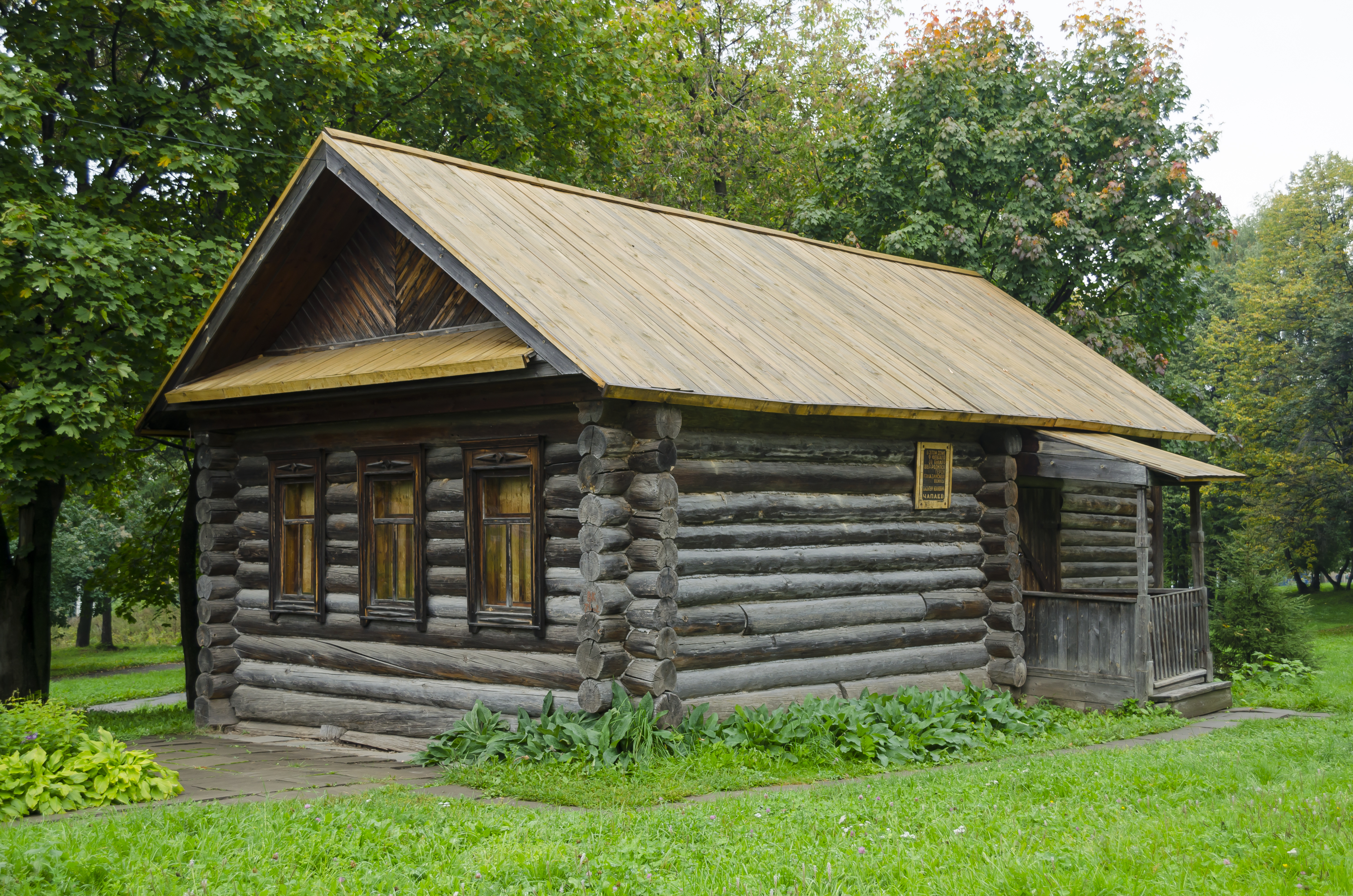
Csapajev szülőháza Csebokszáriban, ma múzeum

## Fordítás
- Ez a szócikk részben vagy egészben  a(z)   Чапаев, Василий Иванович című orosz Wikipédia-szócikk ezen változatának fordításán alapul.  Az eredeti cikk szerkesztőit annak laptörténete sorolja fel. Ez a jelzés csupán a megfogalmazás eredetét és a szerzői jogokat jelzi, nem szolgál a cikkben szereplő információk forrásmegjelöléseként.